# Cycas semota
Cycas semota — вид голонасінних рослин класу саговникоподібні (Cycadopsida).
Етимологія: від латинського semotus, «віддалений», з посиланням на зростання цього таксона у дальньому краю півострова Кейп-Йорк.

## Опис
Стебла деревовиді, до 5 м заввишки. Листки яскраво-зелені, напівглянсові, довжиною 110–150 см. Пилкові шишки яйцеподібні, коричневі, довжиною 40–46 см, 12–14 см діаметром. Мегаспорофіли 13–20 см завдовжки, коричнево-повстяні. Насіння плоске, яйцевиде; волокнистий шар відсутній.

## Поширення, екологія
Країни поширення: Австралія (Квінсленд). Відомим місцем проживання виду є трав'янистий підлісок евкаліптових лісів з Corymbia novoguinensis, Corymbia tessellaris, Erythrophleum chlorostachys. Цей ліс є відносно вологим, і часто утворює мозаїку з мезофільних лісів, на мілководних піщаних ґрунтах.

## Загрози та охорона
Колекції можуть бути майбутньою загрозою.

## Систематика
В деяких джерелах розглядається як синонім Cycas angulata R.Br.